# Nicolas Barone
Nicolas Barone (* 6. März 1931 in Paris; † 31. Mai 2003 in Mougins) war ein französischer Radrennfahrer.

## Sportliche Laufbahn
Barone war im Straßenradsport aktiv. Als Amateur gewann er 1954 die Route de France mit einem Etappensieg vor Orphée Meneghini. In jener Saison gewann er eine Etappe der Mexiko-Rundfahrt sowie das Eintagesrennen Paris–Montereau–Paris. 1954 wurde er Dritter der nationalen Meisterschaft im Straßenrennen. Bei den Straßenradsport-Weltmeisterschaften 1954 kam er auf den 5. Platz.
Von 1955 bis 1961 war er Unabhängiger und Berufsfahrer. Er siegte bei Paris–Camembert 1958 und 1959. Etappensiege holte er 1957 bei Paris–Nizza und in der Luxemburg-Rundfahrt.
Die Tour de France bestritt er viermal. 1955 wurde er 56., 1956 38., 1957 40. 1958 beendete er die Rundfahrt nicht. In den Rennen der Monumente des Radsports waren der 4. Platz in der Flandern-Rundfahrt und der 6. Platz bei Mailand–Sanremo 1957 seine besten Resultate.